# غايل دا سيلفا
غايل دا سيلفا (بالفرنسية: Gaël Da Silva)‏ هو لاعب جمباز فني فرنسي، ولد في 30 ديسمبر 1984 في فولكس أون فيلين في فرنسا.

## وصلات خارجية
- غايل دا سيلفا على موقع الاتحاد الدولي للجمباز (licence) (الإنجليزية)
- غايل دا سيلفا على موقع الاتحاد الدولي للجمباز (biography) (الإنجليزية)
- غايل دا سيلفا على موقع أوليمبيديا (الإنجليزية)
- غايل دا سيلفا على موقع اللجنة الأولمبية الفرنسية (مؤرشف) (الفرنسية)